# Nicia di Mileto

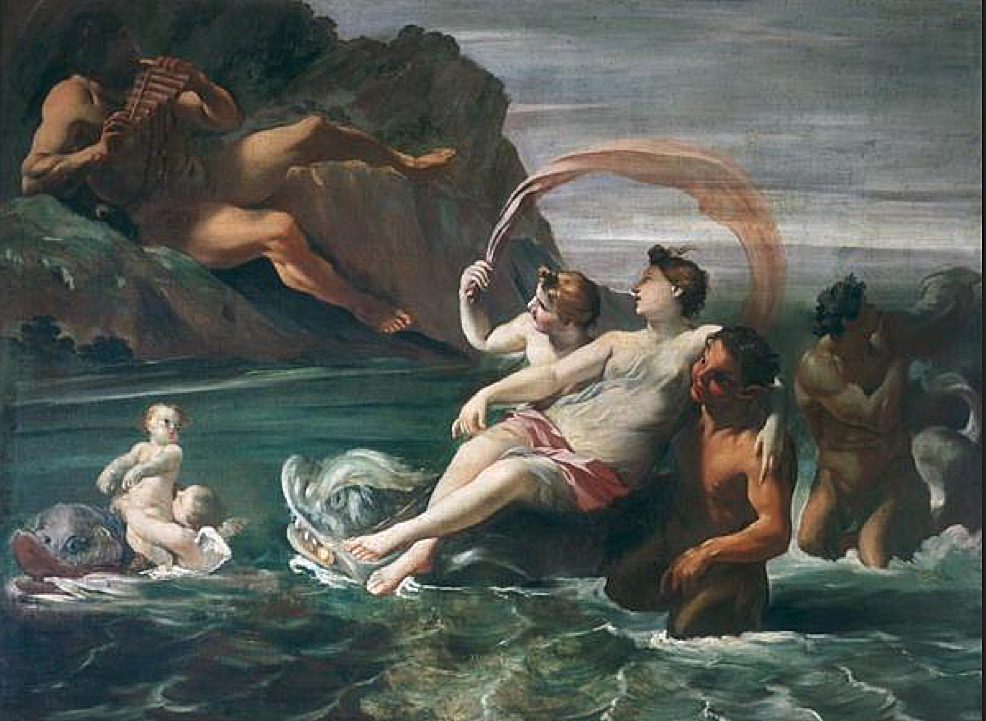
Polifemo e Galatea

Nicia di Mileto (Mileto, IV secolo a.C. – Alessandria d'Egitto, dopo il 271 a.C.) è stato un medico e poeta greco antico.

## Biografia
Nato a Mileto, in Asia Minore, di Nicia abbiamo poche notizie biografiche negli scolii alle opere di Teocrito, di cui fu confidente e amico.
Seguace della scuola medica di Erasistrato, di cui sarebbe stato anche collaboratore, operò, quindi, ad Alessandria come il maestro, dove Teocrito dovrebbe averlo conosciuto dopo il 271, quando il poeta vi si recò. Tuttavia, dall'idillio XXVIII, si ricava che Nicia e sua moglie fossero ritornati a Mileto.
Il rapporto tra Nicia e Teocrito dovette essere di amicizia stretta, visto che il poeta siciliano gli dedicò l'idillio XI (Il Ciclope), il XIII (Ila) e il XXVIII, La conocchia, che accompagna il dono dell'oggetto d'oro alla moglie di Nicia, Teugenide.

## Epigrammi
Visto che Teocrito gli dedica degli idilli amorosi, oltre all'epigramma VIII, si può supporre che Nicia fosse interessato all'argomento. 
Tuttavia, gli 8 epigrammi pervenutici nella Antologia Palatina e in quella di Massimo Planude non sono composizioni amorose, ma di carattere dedicatorio e sepolcrale. 
Perduta è, come detta, la composizione, probabilmente anch'essa in forma di lettera poetica, all'idillio XI di Teocrito, e probabilmente anch'essa incentrata sull'amore di Polifemo per Galatea, peraltro oggetto anche di un epigramma di Callimaco, che Nicia segue nello stile nei suoi epigrammi.